# 341 (عدد)
341 (ثلاثمائة وواحد وأربعون ) هو عدد صحيح  يلي العدد 340 ويسبق العدد 342 وهو عدد طبيعي موجب.

## في الرياضيات

### خصائص
- 341 عدد فردي